# Fascismo en Canadá
El Fascismo en Canadá (en francés: Fascisme au Canada) consistió en una variedad de movimientos y partidos políticos en Canadá durante el siglo XX. En gran parte una ideología marginal, el fascismo nunca ha tenido muchos seguidores entre el pueblo canadiense, y fue más popular durante la Gran Depresión. La mayoría de los líderes fascistas canadienses fueron internados en el estallido de la Segunda Guerra Mundial bajo las Regulaciones de Defensa de Canadá y en el período de posguerra, el fascismo nunca recuperó su pequeña influencia anterior. 
La Unión Canadiense de Fascistas, con sede en Winnipeg, Manitoba, se inspiró en la Unión Británica de Fascistas de Oswald Mosley. Su líder era Chuck Crate. El Partido National Social Cristiano fue fundado en Quebec en febrero de 1934 por Adrien Arcand, y en octubre del mismo año, se fusionó con el Partido Nacionalista de Canadá. En junio de 1938, se fusionó con grupos nacionalsocialistas de Ontario y Quebec (muchos de los cuales eran conocidos como clubes de la esvástica), para formar el Partido de Unidad Nacional.
Los conceptos y políticas fascistas, como la eugenesia, formulados en los EE. UU., encontraron una recepción amistosa en Canadá en algunas provincias, como Alberta, donde, bajo un gobierno de crédito social, supuestos defectos mentales y otros 'no productores' fueron esterilizados involuntariamente para prevenir el nacimiento de más personas similares. El socialdemócrata Tommy Douglas, primer ministro de Saskatchewan, escribió su trabajo de tesis doctoral en 1933 respaldando algunas de las ideas de la eugenesia, aunque luego abandonó y rechazó tales nociones.